# Fehércsokros álpereszke
A fehércsokros álpereszke (Leucocybe connata) a pereszkefélék családjába tartozó, Európában honos gombafaj.

## Megjelenése
A fehércsokros álpereszke szorosan egymás mellett álló példányokból álló csoportokban nő. Kalapja 5–7 cm (max. 10 cm) átmérőjű; előbb harang formájú, majd fokozatosan kiterül, de eközben a szomszédos gombák egymást legtöbbször összenyomják és a kalap szabálytalanná, hullámos szélűvé válik. A fiatal gomba széle begöngyölt. Felszíne fénytelen, sima. Színe fehér, ahol átnedvesedik ezüstös, szürkés foltok alakulhatnak ki rajta. Húsa üvegesen-porcszerűen merev. Szaga parfümszerű, keltikére emlékeztet; idősebbeknél lisztszagú. Vas(II)-szulfát hatására húsa és lemezei lassan kékeslilásan elszíneződnek.
Lemezei keskenyek, igen sűrűn állnak, a tönkre kissé lefutók. Színük fehér, idősen kissé sárgás. Spórapora fehér. Spórái 5-7 x 3-4 mikrométeresek, oválisak, sima felületűek, benne olajcseppek lehetnek.
Tönkje 4–10 cm magas, 1–2 cm vastag, felfelé keskenyedő, idősen üregesedő. Felső részén lisztszerű szemcsék vannak, lent csupasz. Színe fiatalon fehér, később sárgás.

### Hasonló fajok
Egyes fehér színű, mérgező tölcsérgombákkal lehet összetéveszteni, illetve a fiatal példányok hasonlíthatnak a veszélyes hegyeskalapú galócához; de csoportos előfordulása és keltikeillata jellegzetes.    

## Elterjedése és termőhelye
Európában honos, Skandináviától a Földközi-tengerig. Magyarországon nem gyakori. Lombos- és fenyőerdőkben, bozótosokban, parkokban, patakpartokon található, sokszor sűrű fűben vagy utak mentén. A nedves, mészben gazdag kavicsos-homokos talajt részesíti előnyben. Korhadó fűrészporon, földbe süppedt fahulladékon is előfordulhat. A Tricholoma pereszkéktől eltérően nem obligát gyökérkapcsolt gomba, szaprofita módon is boldogul. Augusztus-október között terem.
Fogyaszthatósága vitatott, egyes források mérgezőnek, mások ehetőnek tartják.  

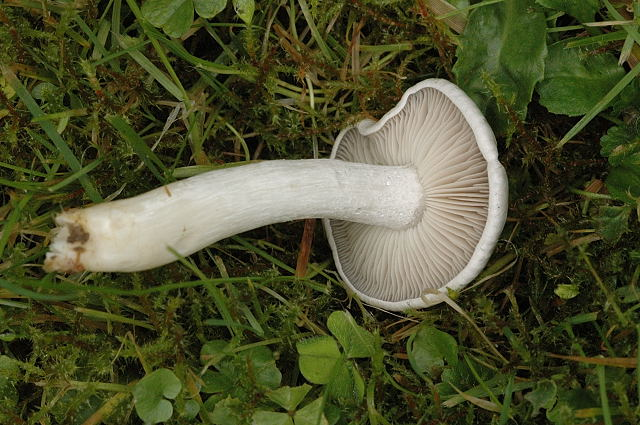
Lemezei
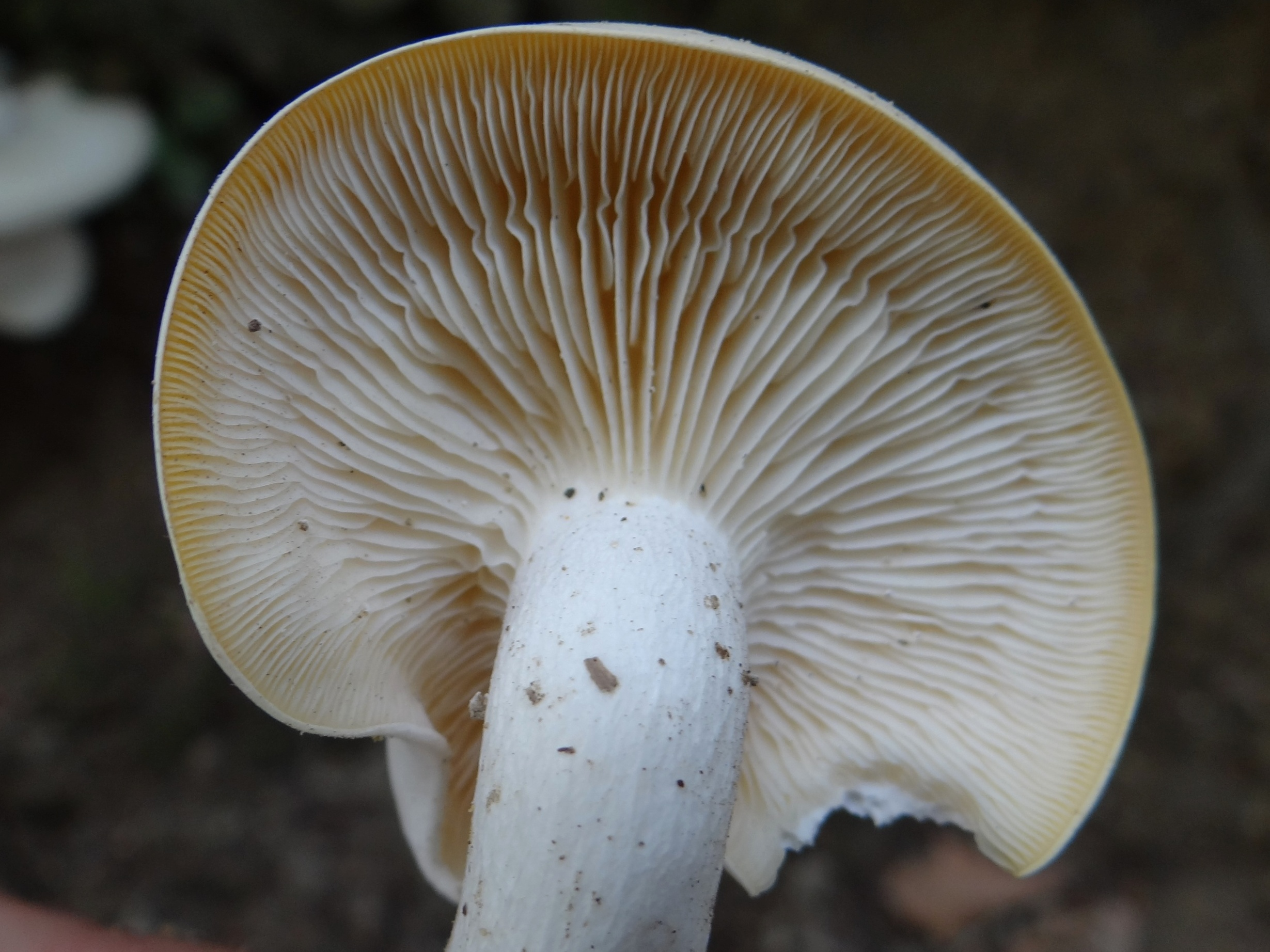
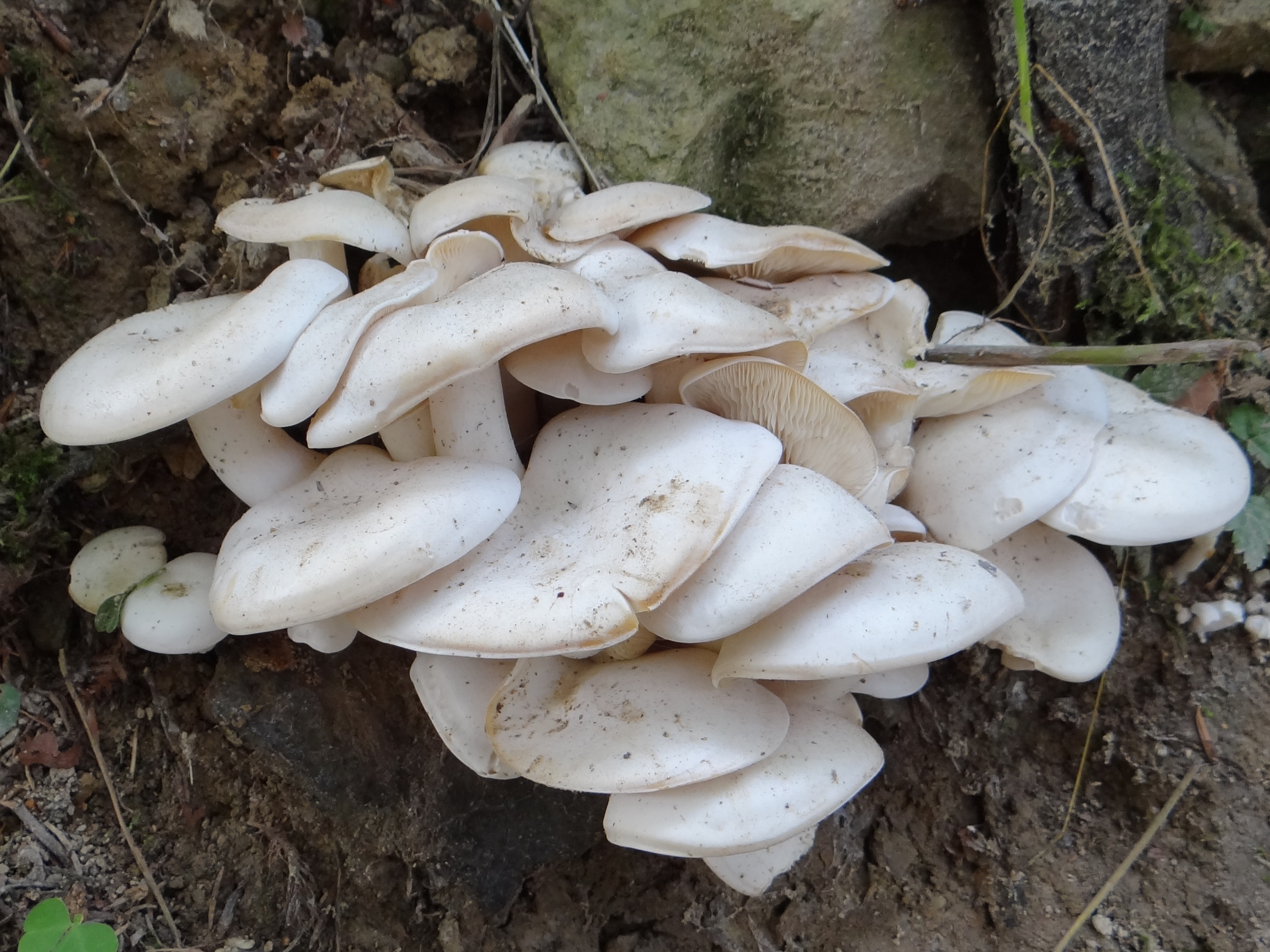
Csoportos előfordulása
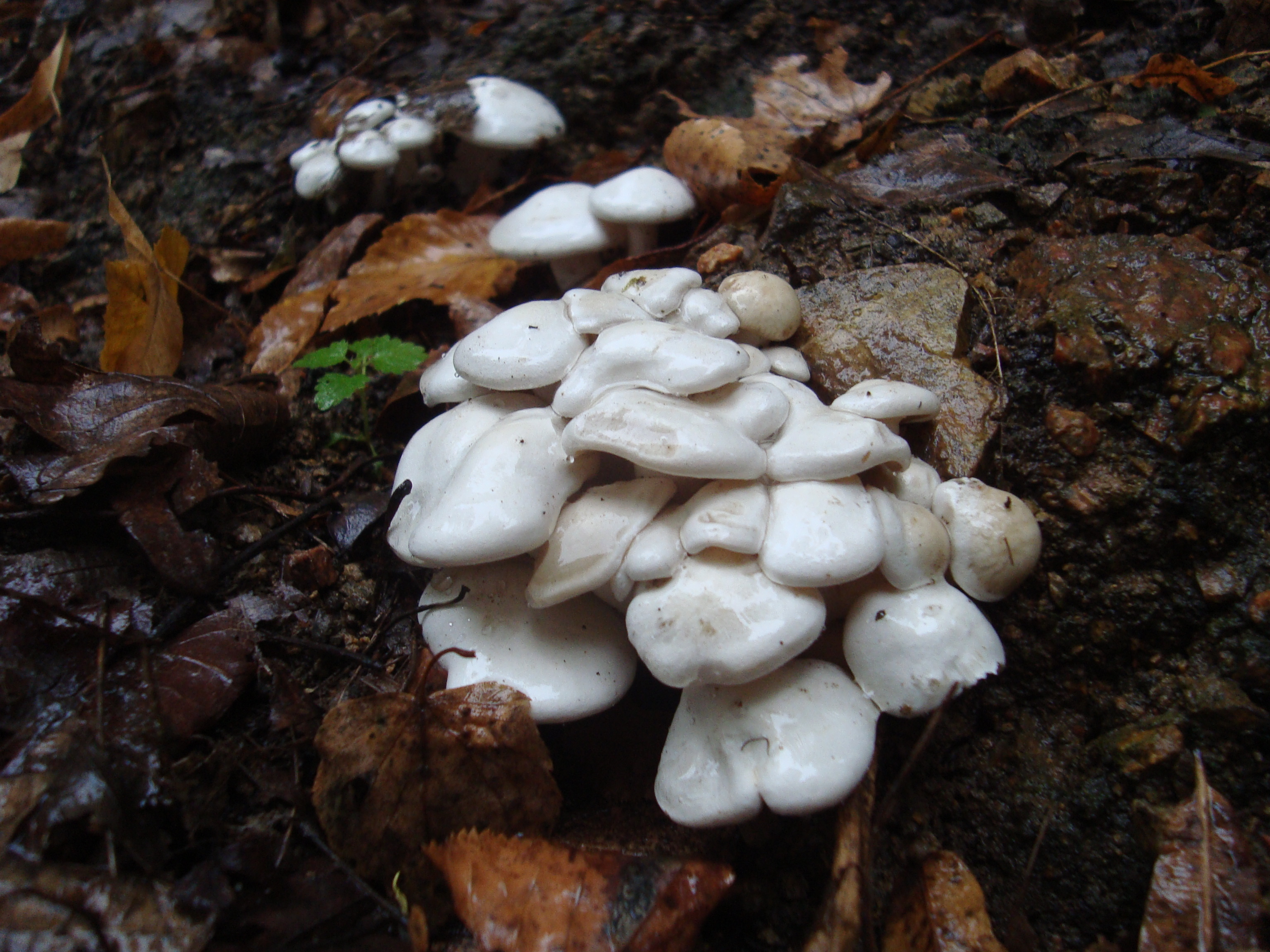